# Wilhelm Hilden

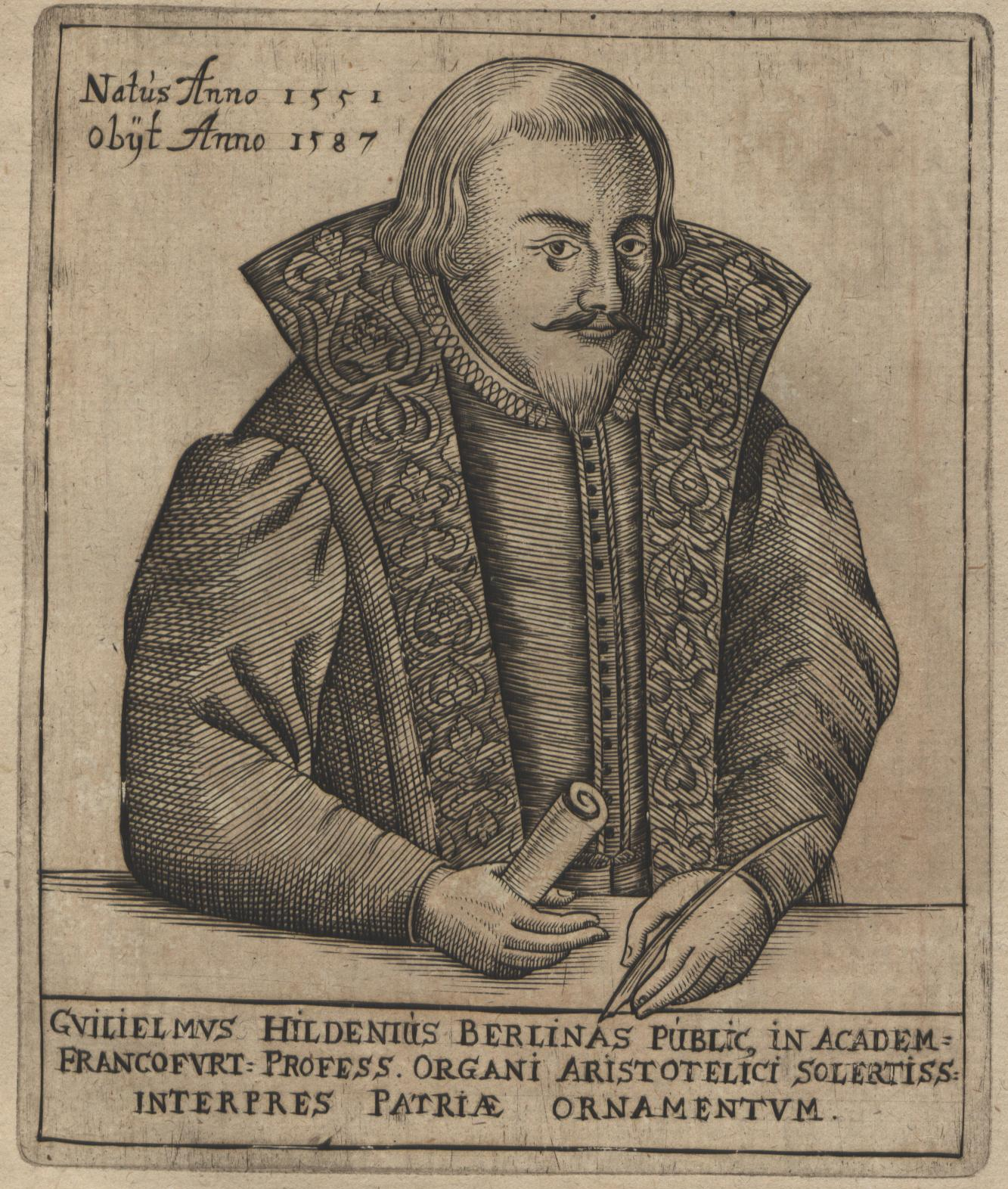
Hilden in Martin Friedrich Seidels Bilder-Sammlung von 1671

Wilhelm Hilden (latinisiert: Guilelmus Hildenius; * 1551 in Berlin; † 19. September 1587 in Frankfurt (Oder)) war ein deutscher Philosoph, Philologe, Mathematiker und Hochschullehrer.

## Leben
Hilden war Sohn eines Bürgers in Berlin. Mit 14 Jahren ging er an die Brandenburgische Universität Frankfurt, später wechselte er zur Universität Leipzig. Dort wurde er 1575 zum Professor für Logik und Ethik ernannt. Diese Professur gab er 1581 auf, um einem Ruf zurück in seine Heimatstadt zu folgen. Dort wurde er Rektor des Berlinischen Gymnasiums zum Grauen Kloster, das unter seiner Leitung einen Schwerpunkt auf die griechische Sprache legte. Es wurden in den ersten Klassen 13 Stunden Griechisch gelehrt, in den zweiten Klassen 6 Stunden. In seiner Berliner Zeit übernahm er die Druckerei von Leonhard Thurneysser, der Berlin 1584 verließ. In der Druckerei besorgte Hilden nach Fortgang von Thurneysser seine Drucke selbst.
Hilden verließ selbst Berlin im Jahr 1586, um einem Ruf als ordentlicher Professor für Mathematik und Griechisch an die Universität Frankfurt (Oder) zu folgen. Dort verstarb er kurz darauf im Amt. In seinem schriftstellerischen Wirken konzentrierte er sich hauptsächlich auf Aristoteles.

## Werke (Auswahl)
- De praestantia graecae linguae et necessitate. Berlin 1581.
- Commentarius in politica et oeconomica Aristotelis. Berlin 1583.
- Emanuel. Chrysolorae Erotemata. Berlin 1584.
- Quaestiones ethicae ex Aristotele. Berlin 1585.